# Aboma
Aboma is een monotypisch geslacht van straalvinnige vissen uit de familie van grondels (Gobiidae). Het geslacht is voor het eerst wetenschappelijk beschreven in 1895 door Jordan & Starks in Jordan.

## Soort
- Aboma etheostoma Jordan & Starks, 1895